# 행오버 (영화 시리즈)
《행오버》(영어: The Hangover)는 토드 필립스가 감독한 미국의 코미디 영화 시리즈이다. 세 편의 영화는 총각 파티에 참석하기 위해 여행을 떠나는 세 명의 친구들의 사건·사고를 다루고 있다. 모든 영화에서 실종 된 친구를 찾는 임무를 맡은 4명의 친구 중에서 3명을 찾았지만 처음 두 편의 영화는 라스베이거스와 방콕에서 파티가 있기 전의 방탕의 밤에 있었던 사건에 초점을 맞추고 있다. 반면 세 번째이자 마지막 영화는 총각 파티 대신 도로 여행과 납치 사건이 포함되어 있다.

## 출연
| 캐릭터                   | 행오버 (영화)       | 행오버 2            | 행오버 3            |
| ------------------------ | ------------------- | ------------------- | ------------------- |
| 필립 "필" 웨넥           | 브래들리 쿠퍼       | 브래들리 쿠퍼       | 브래들리 쿠퍼       |
| 스튜어트 "스투" 프리스   | 에드 헬름스         | 에드 헬름스         | 에드 헬름스         |
| 앨런 가너                | 자흐 갈리피아나키스 | 자흐 갈리피아나키스 | 자흐 갈리피아나키스 |
| 더글라스 "더그" 빌링스   | 저스틴 바사         | 저스틴 바사         | 저스틴 바사         |
| 레슬리 초우              | 켄 정               | 켄 정               | 켄 정               |
| 시드니 "시드" 가너       | 제프리 탬버         | 제프리 탬버         | 제프리 탬버         |
| 린다 가너                | 산드라 커리         | 산드라 커리         | 산드라 커리         |
| 트레이시 가너-블링스     | 사샤 바레즈         | 사샤 바레즈         | 사샤 바레즈         |
| 스테파니 웨넥            | 질리언 빅맨         | 질리언 빅맨         | 질리언 빅맨         |
| 제이드                   | 헤더 그레이엄       |                     | 헤더 그레이엄       |
| 블랙 더글라스 "더그"     | 마이크 엡스         |                     | 마이크 엡스         |
| 타일러 / 카를로스        | 그랜트 홈퀴스트     |                     | 그랜트 홈퀴스트     |
| 멜리사                   | 레이첼 해리스       |                     |                     |
| 마이크 타이슨            | 자신                | 자신                |                     |
| 에드워드 "에디" / 사미르 | 브라이언 칼렌       | 브라이언 칼렌       |                     |
| 킹슬리                   |                     | 폴 지어마티         |                     |
| 티오도르 "테디" 스리사이 |                     | 메이슨 리           |                     |
| 킴벌리 "키미"            |                     | 야스민 리           |                     |
| 로렌 프리스-스리사이     |                     | 제이미 정           | 제이미 정           |
| 마샬                     |                     |                     | 존 굿맨             |
| 카산드라 "캐시" 가너     |                     |                     | 멜리사 맥카시       |
| 더 드러그-딜링 멍키      |                     | 크리스털 더 멍키    | 크리스털 더 멍키    |

## 평가

### 박스 오피스 기록
| 영화     | 북미 개봉 날짜  | 박스 오피스 성적 | 박스 오피스 성적 | 박스 오피스 성적 | 박스 오피스 성적 | 박스 오피스 랭킹 | 박스 오피스 랭킹 | 제작비       | 참조  |
| 영화     | 북미 개봉 날짜  | 주말 오프닝      | 북미             | 기타 국가        | 월드와이드       | 역대 북미        | 역대 월드와이드  | 제작비       | 참조  |
| -------- | --------------- | ---------------- | ---------------- | ---------------- | ---------------- | ---------------- | ---------------- | ------------ | ----- |
| 행오버   | 2009년 6월 5일  | $44,979,319      | $277,322,503     | $190,161,409     | $467,483,912     | #81              | #181             | $35 million  | [ 2 ] |
| 행오버 2 | 2011년 5월 26일 | $85,946,294      | $254,464,305     | $332,300,000     | $586,764,305     | #98              | #120             | $80 million  | [ 3 ] |
| 행오버 3 | 2013년 5월 23일 | $41,671,198      | $112,200,072     | $249,800,000     | $362,000,072     | #529             | #279             | $103 million | [ 4 ] |
| 총계     |                 |                  | $643,986,880     | $772,261,409     | $1,416,248,289   |                  |                  | $218 million |       |

### 비평과 대중의 반응
| 영화     | 로튼 토마토    | 메타크리틱   | 시네마스코어 |
| -------- | -------------- | ------------ | ------------ |
| 행오버   | 79% (229 리뷰) | 73 (31 리뷰) | A            |
| 행오버 2 | 33% (235 리뷰) | 44 (40 리뷰) | A-           |
| 행오버 3 | 20% (193 리뷰) | 30 (37 리뷰) | B            |